# Michele Lauria
Michele Lauria (Enna, 9 novembre 1942) è un politico e scrittore italiano.

## Biografia

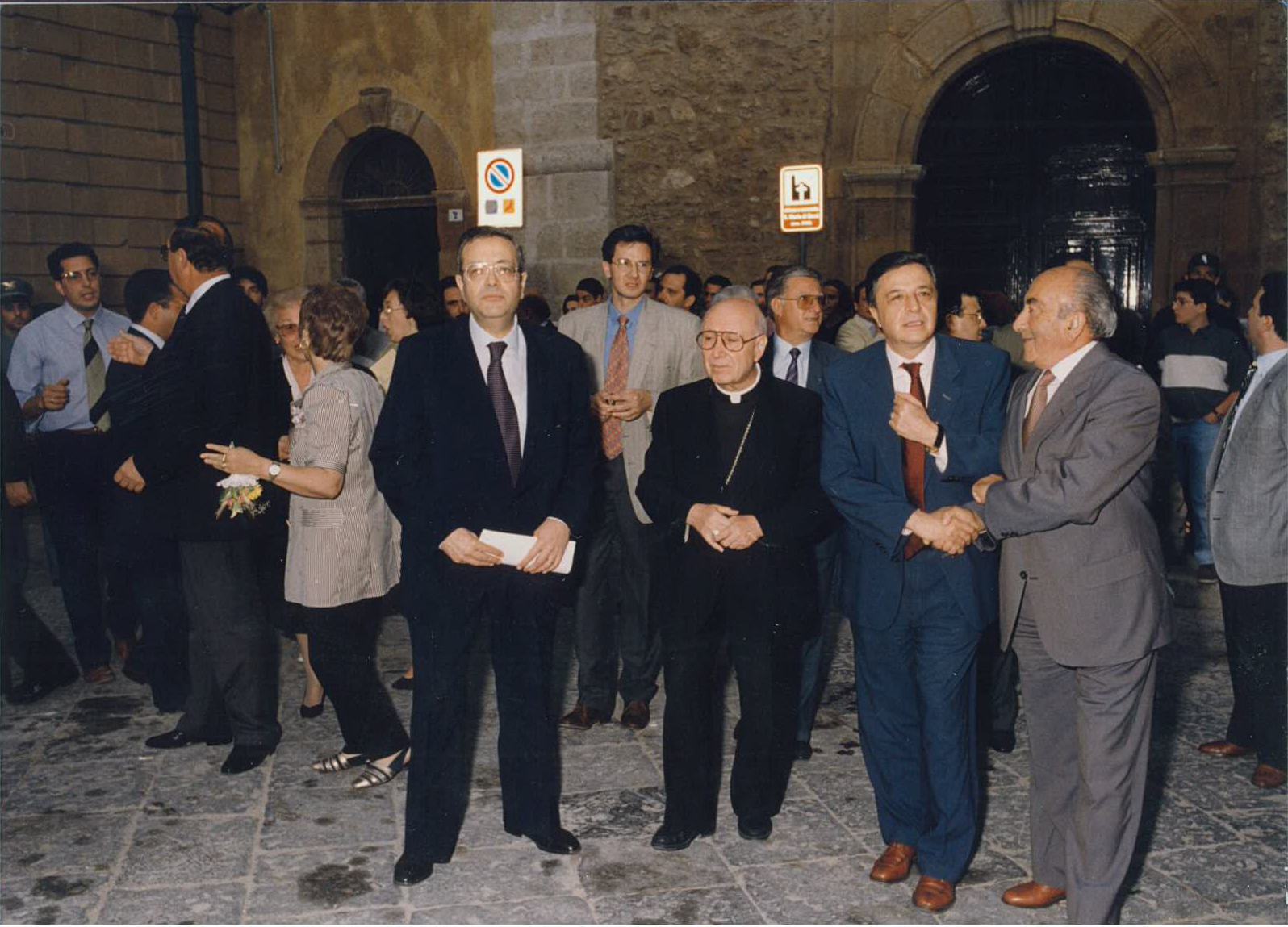
Michele Lauria (il secondo a destra) durante il mandato da sindaco

Nato a Enna il 9 novembre 1942, consegue la maturità classica presso il liceo ginnasio statale Napoleone Colajanni e successivamente si laurea in filosofia.
Direttore amministrativo USL, dopo aver rivestito l'incarico di presidente dell'azienda municipalizzata acqua e luce (AMAL), è stato sindaco della città natale dal febbraio 1979 al maggio 1987. È stato senatore per quasi cinque legislature, dal 1987 eletto nel collegio di Enna nella Democrazia Cristiana, poi nel PPI e infine nella Margherita, fino al 16 maggio 2005, quando si è dimesso per incompatibilità, ed è stato sostituito da Antonino Papania.
Il 6 ottobre 1995 è eletto vicepresidente del gruppo parlamentare del Partito Popolare Italiano.
È stato sottosegretario in quattro governi di centro-sinistra, dal 1996 al 2001, sotto la presidenza del Consiglio dei ministri di Romano Prodi, Massimo D'Alema e Giuliano Amato.
Al parlamento è stato vicepresidente della Commissione parlamentare per l'indirizzo generale e la vigilanza dei servizi radiotelevisivi dal 24 settembre 2001 al 17 aprile 2003 e questore del Senato dal 27 marzo 2003 al 17 maggio 2005, oltre ad essere membro della commissione d'inchiesta Telekom Serbia.
È stato Commissario per i servizi e i prodotti dell'Autorità per le Garanzie nelle Comunicazioni dal 2005 al 2012.

## Incarichi governativi
- Sottosegretario per le poste e telecomunicazioni del Governo Prodi I dal 22 maggio 1996 al 20 ottobre 1998
- Sottosegretario per le comunicazioni del Governo D'Alema I dal 22 ottobre 1998 al 21 dicembre 1999
- Sottosegretario per le comunicazioni del Governo D'Alema II dal 22 dicembre 1999 al 25 aprile 2000
- Sottosegretario per le comunicazioni del Governo Amato II dal 27 aprile 2000 al 10 giugno 2001

## Opere
- Odissea dello Spirito, Marsilio, 1999, 2ª ed., ISBN 8831770780[1]
- L'amante assente, Fazi, 2001, ISBN 8881121697[2]
- Telekom-Serbia, pupi e pupari, Fazi, 2004, ISBN 8881125579[3]
- Un piccolo Dio, Baldini&Castoldi, 2013, ISBN 8868520281[4]
- Aforismi a ruota libera, LaModerna, 2022, ISBN 978-88-32277-55-5
- La notte del conclave, Castelvecchi editore, 2024, ISBN 979-12-5614-108-1